# Хохутла
Хохутла (исп. Jojutla) — город и административный центр одноимённого муниципалитета в мексиканском штате Морелос. Численность населения, по данным переписи 2010 года, составила 18 867 человек.

## Общие сведения
Название Jojutla происходит из языка науатль и его можно перевести как: место, где лазурное небо.
Поселение было основано задолго до колонизации. Первое упоминание относится к 1425 году, когда город был захвачен войсками Ицкоатля. В 1522 году в поселение вступил Эрнан Кортес.
15 мая 1873 года Хохутла получила статус города.